# Campôme
Campôme (Catalaans: Campome) is een gemeente in het Franse departement Pyrénées-Orientales (regio Occitanie) en telt 105 inwoners (2009). De plaats maakt deel uit van het arrondissement Prades.

## Geografie
De oppervlakte van Campôme bedraagt 5,3 km², de bevolkingsdichtheid is dus 19,8 inwoners per km².

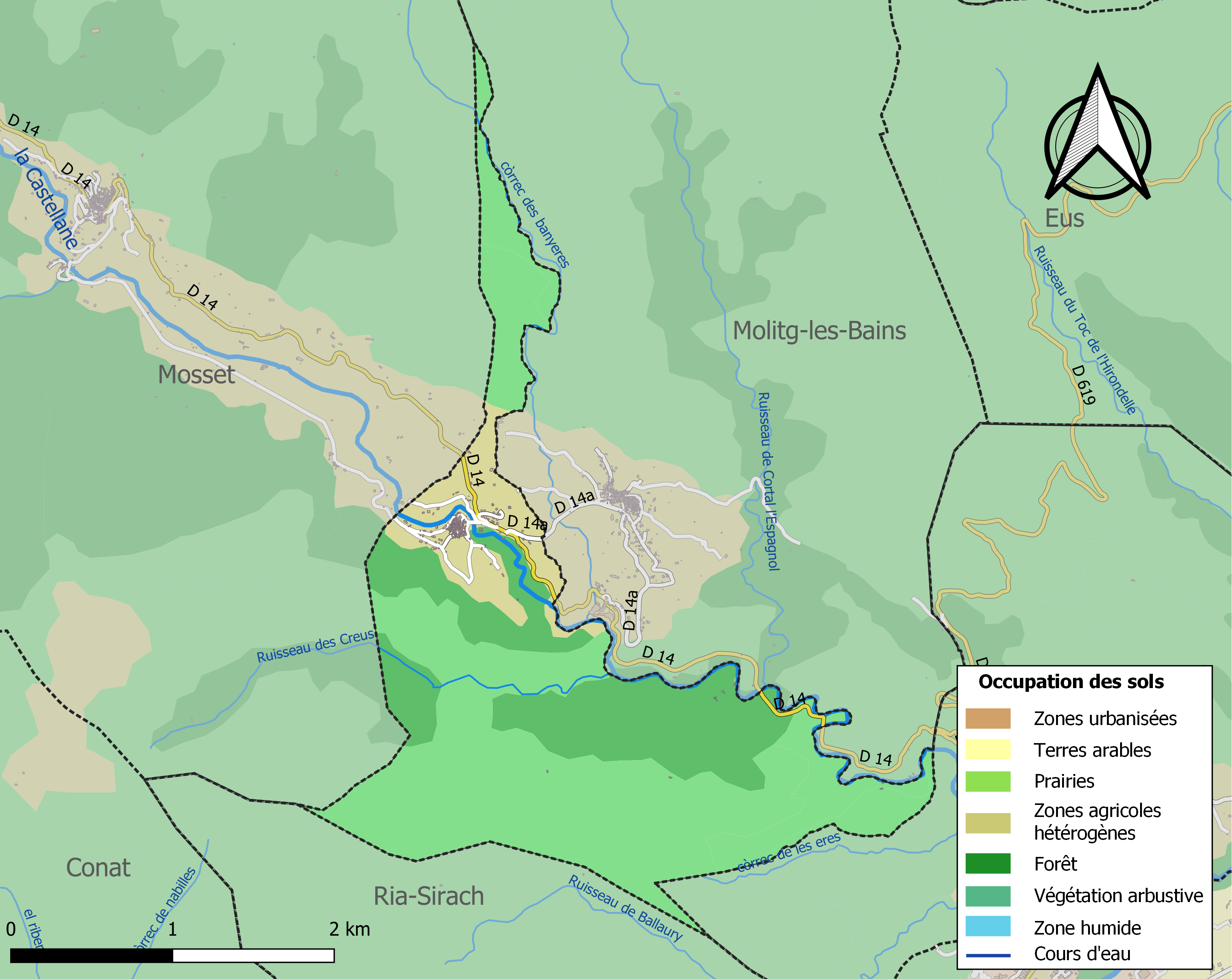
Kaart van de gemeente met de belangrijkste infrastructuur, bodemgebruik en omliggende gemeenten

## Demografie
Onderstaande figuur toont het verloop van het inwonertal (bron: INSEE-tellingen).